# Чуркины
Чуркины — деревня в Оричевском районе Кировской области в составе Спас-Талицкого сельского поселения.

## География
Расположена на расстоянии примерно 5 км по прямой на юго-восток от райцентра поселка Оричи.

## История
Известна с 1671 года как починок Новокрещеновской с 1 двором, в 1764 году (починок Новокшеновский) уже 55 жителей. В 1873 году здесь (Новокшеновский или Чуркины) дворов 15 и жителей 98, в 1905  20 и 151, в 1926 (деревня Чуркины или Новокшеновский) 25 и 136, в 1950 24 и 86, в 1989 оставалось 6 постоянных жителей. Настоящее название утвердилось с 1939 года. Ныне имеет дачный характер.

## Население
Постоянное население не было учтено как в 2002 году, так и в 2010.